# Luciano Melani

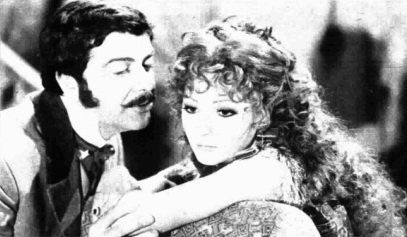
Luciano Melani e Manuela Kustermann (1975)

Luciano Melani (Pistoia, 3 marzo 1928 – Roma, 12 novembre 2013) è stato un attore, doppiatore e direttore del doppiaggio italiano.

## Biografia
Come interprete in televisione è stato nel cast delle miniserie La donna di cuori del 1969 in cui impersonava il ruolo di Callum e La donna di picche del 1972 in cui rivestiva i panni del capitano Blanco.
Agli inizi della sua carriera nel doppiaggio è stato a lungo socio della Società Attori Sincronizzatori (S.A.S.) e nel 1970 è stato uno dei soci fondatori della Cine Video Doppiatori.
Ha prestato la sua voce ad attori come Jack Nicholson, George Segal, Anthony Hopkins e Michael Caine. 
È morto a Roma il 12 novembre 2013 all'età di 85 anni.

## Filmografia

### Cinema
- Roma violenta, regia di Franco Martinelli (1975)

### Televisione
- L'Alfiere, regia di Anton Giulio Majano (1956)
- I grandi camaleonti, regia di Edmo Fenoglio (1964)
- Gli occhi consacrati di Roberto Bracco, regia di Carlo Di Stefano, trasmesso sul Programma Nazionale il 2 luglio 1965.
- La donna di quadri, regia di Leonardo Cortese (1968)
- Il segretario particolare, di Thomas Stearns Eliot, regia di José Quaglio, trasmessa dal Secondo Programma il 16 giugno 1968
- La donna di cuori, regia di Leonardo Cortese (1969)
- E le stelle stanno a guardare, regia di Anton Giulio Majano (1971)
- Il matrimonio di Figaro, dall'opera di Pierre-Augustin Caron de Beaumarchais, regia di Sandro Sequi, trasmessa dal Secondo programma il 28 gennaio 1972
- La donna di picche, regia di Leonardo Cortese (1972)
- Tre camerati di Erich Maria Remarque, regia di Lyda C. Ripandelli (1973)
- Napoleone a Sant'Elena, regia di Vittorio Cottafavi (1973)
- L'armadietto cinese di Aldo De Benedetti, regia di Giacomo Colli (1975)
- Chi? (1976)
- Dov'è Anna?, regia di Piero Schivazappa (1976)
- Dimenticare Lisa, regia di Salvatore Nocita (1976)
- Ligabue, regia di Salvatore Nocita (1977)
- Così per gioco, regia di Leonardo Cortese (1979)
- Storia di Anna, regia di Salvatore Nocita (1981)

## Prosa radiofonica Rai
- Lotta con l'angelo, di Tullio Pinelli, regia di Guglielmo Morandi, trasmessa il 14 maggio 1957
- L'incornata, di Alfonso Sastre, regia di Leonardo Cortese, trasmessa l'8 gennaio 1965

## Doppiaggio

### Cinema
- George Segal in Chi ha paura di Virginia Woolf?, Quiller Memorandum, Il mio uomo è una canaglia, L'uomo terminale,  Roulette russa, Rollercoaster - Il grande brivido
- Jack Nicholson ne La sparatoria, Angeli dell'inferno sulle ruote, Easy Rider - Libertà e paura, Cinque pezzi facili, L'ultima corvé
- Anthony Hopkins ne Gli anni dell'avventura, QB VII, Audrey Rose
- Michael Caine ne L'uomo che volle farsi re, Amori e ripicche, Blood and Wine
- Cary Grant nei ridoppiaggi di Incantesimo e Scandalo a Filadelfia
- Leslie Phillips ne La signora Sprint, Un pezzo grosso
- Robert Shaw ne Il colpo della metropolitana (Un ostaggio al minuto)
- Duilio Del Prete in Amici miei
- Robert Redford ne Lo spavaldo
- Norman Rossington in Sabato sera, domenica mattina
- Christopher Plummer in Insider - Dietro la verità
- George Gaynes in Scuola di polizia 4 - Cittadini in... guardia
- Clint Eastwood in Dove osano le aquile
- Bruce Dern ne I cowboys
- Gene Wilder in Per favore, non toccate le vecchiette
- Geronimo Meynier in Guendalina
- Stacy Keach ne I nuovi centurioni
- Jack Lemmon ne La strana coppia 2
- Ronny Cox in Un tranquillo weekend di paura
- David Janssen in Berretti verdi
- Philippe Leroy in Frenesia dell'estate
- Manuel Zarzo in Fuori uno... sotto un altro, arriva il Passatore
- Vladam Milasinovic ne L'etrusco uccide ancora
- Nicholas Hammond ne L'Uomo Ragno
- Nick Nolte in Abissi
- Dan Aykroyd in 1941 - Allarme a Hollywood
- Richard Crenna in Brivido caldo
- Harris Yulin in Fatal Beauty
- Max von Sydow in Conversazioni private
- Red Buttons in Non si uccidono così anche i cavalli?
- Montgomery Clift ne L'affare Goshenko
- Jerry Hardin ne L'agguato - Ghosts from the Past
- John Cleese in Sperduti a Manhattan
- William O'Malley ne L'esorcista
- Colin Blakely in Vita privata di Sherlock Holmes
- Serge Reggiani in Conto alla rovescia

### Televisione
- Dick York e Dick Sargent in Vita da strega
- Ed Bishop in UFO
- Larry Linville in M*A*S*H
- Robert Wagner in Cuore e batticuore
- Louis Jourdan e Ross Martin in Colombo
- Robert Pine in Beautiful
- Franco Cerri in Pubblicita' Bio Presto

### Film d'animazione
- Fa-Zhou in Mulan
- voce narrante in Biancaneve e i sette nani (ed. 1972)
- Jolly Jumper e Jack Dalton in Lucky Luke (film 1971) (primo doppiaggio)